# S.A.S. San Salvador
S.A.S. à San Salvador is een actiefilm met in de hoofdrol Miles O'Keeffe als Malko Linge. De film is gebaseerd op de novelle Terreur in San Salvador uit de S.A.S.-reeks van de Franse schrijver Gérard de Villiers.

## Verhaal
Malko Linge, een freelance CIA-agent wordt door de directeur van de CIA David Wise naar San Salvador gestuurd om de moordenaar van aartsbisschop Óscar Romero op te sporen. Hij achterhaalt dat Enrique Chacon de moordenaar is en ontdekt tevens dat de missie verraden is. Naast het elimineren van de moordenaar moet hij ook op jacht naar de verrader.

## Rolverdeling
| Acteur            | Personage       |
| ----------------- | --------------- |
| Miles O'Keeffe    | Malko Linge     |
| Sybil Danning     | Alexandra Vogel |
| Henry Czarniak    | Elko Krisantem  |
| Eric Hémon        | Chris Jones     |
| Raimund Harmstorf | Enrique Chacon  |
| Alexander Kerst   | David Wise      |
| Anton Diffring    | Peter Reynolds  |
| Monika Kälin      | Pilar           |